# Vreča za truplo
Vreča za truplo je pripomoček v forenziki, ki ga policisti uporabljajo na krajih zločina. Razvil ga je Bernard Spilsbury, britanski forenzični patolog, znan po primeru Hawley Harvey Crippen, Scotland Yard, leta 1924.
Kako zelo prav bi prišli forenzični pripomočki, se je izkazalo pri preiskaivi umora Patricka Mahona iz leta 1924. Prizorišče umora je bilo za tiste čase precej gnusno. Mahon je svojo žrtev, Emily Kaye, razrezal na več delov ter jih skušal zažgati. Ker mu to v celoti ni uspelo, je nadaljeval s prekuhavanjem ostankov. Preostale dele je zmetal z vlaka. Spilsbury je bil poslan na prizorišče, da bi pomagal pri iskanju in identifikaciji najdenih delov telesa. Naletel je na preiskovalca, ki je pobiral krvave kose mesa in jih polagal v vedro. Na vprašanje zakaj ne uporablja gumijastih rokavic, je ta odgovoril, da jih ni nikoli nosil odkar obstaja oddelek za umore, niti ni videl kogarkoli drugega, da bi jih uporabljal. Spilsbury je o svoji zkušnji naprej poročal vodji oodelka za umore, Williamu Brownu, na Scotland Yardu. Ta dogodek je bil povod za predlog o standardiziranem kompletu s pripomočki za forenzične namene. Vseboval je gumijaste rokavice, pincete, vrečke za dokaze, povečevalno steklo, ravnilo, brisače. Vse od takrat naprej vsebina kompleta sledi razvoju napredka v forenziki.